# Јени Лигтенберг
Марија Кристина Ана Јени Лигтенберг (хол. Maria Cristina Аnа Јеnnу Ligtenberg; Херхуговард 9. јануар 1930 − Херхуговард, јануар 2022. ) била је апотекарка из Холандије, која је током Одбрамбено-отаџбинског рата радила као добровољац у ратној болници „Коран”.

## Биографија
Рођена је 1930. у мјесту Херхуговард, 40 км од Амстердама у породици са више браће и сестара. Њен отац је био власник мање фабрике ципела и до Другог свјетског рата живјели су удобно и сигурно, али не и богато. Након окупације Холандије од стране Трећег рајха сва предузећа одузети су од власника и преоријентисани за потребе њемачке војске. Тако је било и са фабриком њеног оца. Цијела породица осјетила је немаштину и све друге несреће које прате рат. Послије рата Јени се удала и родила двоје дјеце (сина и ћерку). Брак није дуго потрајао па је, након развода, била принуђена да се сама брине о својој дјеци. У то вријеме није радила, а да би преживјела, прихватила је на чување још неколико дјеце без родитеља. Након што су њена дјеца пошла у школу, Јени се запошљава као апотекар на универзитетској клиници "Валериус" у Амстердаму. На овом мјесту је дочекала и пензију. Иако у пензији, у жељи да буде корисна, окренула се добротворном и друштвеном раду.
Након избијања оружаних сукоба у Југославији она се придружила протестима које је у Холандији организовала српска заједница. Она је жељела да се и лично увјери и види ко су ти "лоши момци" Срби. Почела је да прикупља хуманитарну помоћ и подстакла је многе из њеног родног мјеста да јој се у тој акцији придруже. На Пале, тадашњу ратну пријстолницу Републике Српске дошла је крајем 1993. заједно са једним транспортом хуманитарне помоћи. Примио ју је тадашњи министар здравља, рада и социјалне заштите Републике Српске др Драган Калинић. У разговору са Калинићем истакла је жељу да остане 20 дана и да као пензионисани апотекар помогне колико може. Потом је Калинић позвао др Мирка Шошића којем је дао задатак да се побрине за Јени. Како је Јени, поред холандског, говорила њемачки и француски језик, смјештена је у апотеку болнице Коран. Овдје је као фармацеут могла да сортира лијекове који су долазили као хуманитарна помоћ из разних извора. Врло брзо се уклопила са осталим апотекаркама, живјела је са осталим љекарима у болници и учествовала у свим облицима живота. Као странац лакше је остваривала контакт са међународним хуманитарним организацијама који су се налазиле у релативној близини и да на тај начин осигура лијекове и друге видове помоћи ратној болници "Коран". Своју пензију коју је повремено успијевала да добије из Холандије трошила је на медицинске раднике, рањенике, дјецу и свакоме коме је у том моменту могла да помогне. Иако је првобитно њена намјера била да остане три недеље, остала је пуно дуже живјећи и радећи у болници. За три године боравка на Палама и раду у Ратној болници "Коран" и болници "Касиндо", Јени никада није примила нити је тражила никакву новчану накнаде. Како је у болници боравила 24 сата дневно, била је свједок, неправде, несреће и дискриминације од стране међународних хуманитарних организација према Србима. Због тога је Јени почела да пише свјетским државницима, званичницима и организацијама. Своје апеле упутила је између осталих министру иностраних послова Холандије Ван ден Бруку, предсједнику САД Билу Клинтону, Амнестију интернашоналу, бившем предсједнику САД Џимију Картеру, оснивачу Демократске партије Холандије и бившем министру иностраних послова, Хансу ван Мерлоу. Два мјесеца је провела радећи у ратној болници "Касиндо". Због напора и услова живота током времена проведеног у тој установи ослабила је 14 кг. Крајем 1994. Јени се накратко враћа у Холандију да би средила своје приватне обавезе, да прикупи хуманитарну помоћ и као посебан циљ да скупи скафандере за дјецу љекара који су радили у болници, а која су такође живјела у болници. У другој половини јануара 1995. Јени се вратила са новим контигентом хуманитарне помоћи и скафандерима за дјецу. Како је ратна болница "Коран" убрзо расформирана, Јени је један краћи период провела у изнајмљеном стану на Палама, након чега се враћа кући у Холандију.
Све вријеме током свог боравка на Палама, Јени је водила дневник из дана у дан биљежећи своја запажања о људима и догађајима, о потресним призорима страдања и војника и цивила, о свему што је чинило сурову ратну свакодневицу. Њен дневник је 2016. објављен на српском, а 2020. године и на енглеском језику. Убрзо по објављивању првог штампаног издања, објављена је и аудио-књига.
О њеном животу и боравку на Палама редитељ Слободан Симојловић је 2021. снимио документарни филм "Јени, мало свјетло са Запада". За изузетан допринос и помоћ болницама Коран и Касиндол од 1993. до 1995. Јени је од стране Предсједника Републике Српске одликована Крстом милосрђа. Преминула је у јануару 2022. године.